# بیژن امکانیان
بیژن امکانیان (زادهٔ ۲۷ مرداد ۱۳۳۲ در آبادان) تهیه‌کننده و بازیگر ایرانی است.
بیژن امکانیان نخستین  جوان اول سینمای ایران بعد از پیروزی انقلاب است. وی با وجود سیاستهای نظام نو پای ایران و فضای به شدت بسته در عالم هنر با ایفای نقش در فیلم  گل‌های داوودی  به اوج شهرت رسید و  در دهه‌ی شصت خورشیدی سوپر استار سینمای ایران شد..

## سینما
| سال تولید | نام فیلم        | کارگردان           | نقش            |
| --------- | --------------- | ------------------ | -------------- |
| ۱۴۰۰      | آشوب            | سید مصطفی آزاد     |                |
| ۱۳۹۳      | کمین            | شهرام شاه حسینی    |                |
| ۱۳۹۳      | رخ دیوانه       | ابوالحسن داوودی    | پدر غزل        |
| ۱۳۸۸      | قصه پریا        | فریدون جیرانی      | پدر حدیث       |
| ۱۳۸۸      | زیر آب          | سپیده فارسی        |                |
| ۱۳۸۴      | تقاطع           | ابوالحسن داودی     | حمید           |
| ۱۳۸۴      | قلقلک           | مسعود نوابی        | امیر/خسرو      |
| ۱۳۸۳      | غروب شد بیا     | انسیه شاه حسینی    |                |
| ۱۳۸۲      | سربازهای جمعه   | مسعود کیمیایی      |                |
| ۱۳۸۰      | ولایت عشق       | مهدی فخیم زاده     |                |
| ۱۳۷۶      | آخرین نبرد      | حمید بهمنی         |                |
| ۱۳۷۶      | خفاش            | علی اصغر شادروان   |                |
| ۱۳۷۶      | هفت سنگ         | عبدالرضا نواب صفوی |                |
| ۱۳۷۵      | فرار از جهنم    | شفیع آقا محمدیان   | سیامک          |
| ۱۳۷۵      | نابخشوده        | ایرج قادری         |                |
| ۳۷۳       | حسرت دیدار      | محرم زینال زاده    |                |
| ۱۳۷۳      | دیوانه وار      | کامران قدکچیان     |                |
| ۱۳۷۳      | راه افتخار      | داریوش فرهنگ       |                |
| ۱۳۷۳      | سال‌های بی‌قراری  | مسعود نوایی        |                |
| ۱۳۷۲      | راز گل شب بو    | سعید خورشیدیان     |                |
| ۱۳۷۱      | لبه تیغ         | جمال شورجه         |                |
| ۱۳۷۰      | آواز تهران      | کامران قدکچیان     | فریدون         |
| ۱۳۶۹      | در آرزوی ازدواج | اصغر هاشمی         |                |
| ۱۳۶۸      | صنوبرهای سوزان  | عباس شیخ بابایی    |                |
| ۱۳۶۷      | شب حادثه        | سیروس الوند        |                |
| ۱۳۶۶      | سیمرغ           | اکبر صادقی         |                |
| ۱۳۶۶      | صعود            | فریدون جیرانی      | شهاب افشارپناه |
| ۱۳۶۶      | گمشدگان         | محمدعلی سجادی      |                |
| ۱۳۶۵      | دبیرستان        | اکبر صادقی         | علی ناصری      |
| ۱۳۶۳      | گل‌های داوودی    | رسول صدرعاملی      |                |
| ۱۳۶۲      | پرونده          | مهدی صباغ زاده     |                |
| ۱۳۶۲      | سناتور          | مهدی صباغ زاده     |                |
| ۱۳۶۰      | آفتاب نشینها    | مهدی صباغ زاده     |                |

## تلویزیون
| سال تولید | عنوان              | سمت          | کارگردان                 | شبکه پخش‌کننده | توضیحات              |
| --------- | ------------------ | ------------ | ------------------------ | ------------- | -------------------- |
| ۱۳۷۹      | جاده‌های سبز شمالی  | بازیگر       | عباس رافعی               | شبکه ۱        | پخش در سال ۱۳۷۹      |
| ۱۳۷۹      | ولایت عشق          | بازیگر       | مهدی فخیم زاده           | شبکه ۱        | پخش در سال ۱۳۷۹      |
| ۱۳۸۰      | دردسر والدین       | تهیه‌کننده    | مسعود نوابی              | شبکه ۳        | پخش در سال ۱۳۸۰      |
| ۱۳۸۱      | روزهای بیاد ماندنی | بازیگر       | همایون شهنوازتورج منصوری | شبکه ۱        | پخش در سال ۱۳۸۱      |
| ۱۳۸۶      | ساعت شنی           | بازیگر       | بهرام بهرامیان           | شبکه ۱        | پخش در سال ۱۳۸۶      |
| ۱۳۸۷      | سایه تنهایی        | بازیگر       | بیژن شکرریز              | شبکه ۱        | پخش در سال ۱۳۸۷      |
| ۱۳۹۳      | جاده چالوس         | بازیگر       | احمد معظمی               | شبکه تهران    | پخش در سال ۱۳۹۳      |
| ۱۳۹۶      | گسل                | بازیگر       | علیرضا بذرافشان          | شبکه ۱        | پخش در سال ۱۳۹۶      |
| ۱۳۹۶      | لیسانسه‌ها ۲        | بازیگر مهمان | سروش صحت                 | شبکه ۳        | پخش در سال ۱۳۹۶      |
| ۱۳۹۷      | پدر                | بازیگر       | بهرنگ توفیقی             | شبکه ۲        | پخش در سال ۱۳۹۷      |
| ۱۳۹۸      | پناه آخر           | بازیگر       | داریوش یاری              | شبکه ۱        | پخش در محرم سال ۱۳۹۸ |
| ۱۴۰۱–۱۳۹۹ | ارثیه پدری         | بازیگر       | میلاد بناییمهدی نقویان   | شبکه آیو      |                      |
| ۱۴۰۳–۱۴۰۲ | بوقچی              | بازیگر       | حسن حبیب‌زاده             | شبکه ۳        | پخش در سال ۱۴۰۴      |

## نمایش خانگی
| سال  | نام سریال       | کارگردان     | نقش              |
| ---- | --------------- | ------------ | ---------------- |
| ۱۳۹۸ | دل              | منوچهر هادی  | اتابک سپنتا      |
| ۱۳۹۹ | گیسو (عاشقانه۲) | منوچهر هادی  | هوشنگ            |
| ۱۴۰۰ | خاتون           | تینا پاکروان | اسفندیار بختیاری |

## جوایز
- برنده تندیس زرین بهترین بازیگر نقش دوم مرد برای فیلم تقاطع در دهمین دوره جشن خانه سینما (۱۳۸۵)
- کاندید سیمرغ بلورین بهترین بازیگر نقش مکمل مرد برای فیلم تقاطع در بیست و چهارمین دوره جشنواره فیلم فجر (۱۳۸۴)
- کاندید تندیس زرین بهترین بازیگر نقش دوم مرد برای فیلم سربازهای جمعه در بیست و دومین دوره جشن خانه سینما (۱۳۸۲)